# Аржанов Петро Михайлович
Петро Михайлович Аржанов (рос. Пётр Михайлович Аржанов; 1 червня 1901 — 17 жовтня 1978) — радянський актор театру і кіно. Заслужений артист РРФСР (1954).

## Життєпис
Народився в місті Самара.
Акторську діяльність розпочав у 1920 році в Профспілковому театрі Самари. З 1925 року працював у московському театрі «Синя блуза» і одночасно навчався у ГІТІСі. У 1928 році закінчив ГІТІС і був прийнятий до МХАТу практикантом. У 1929 році перейшов до Реалістичного театру, створеного на основі 4-ї студії МХАТу. Саме на сцені цього театру зіграв одну з кращих своїх ролей — Костю-капітана в «Аристократах» М. Погодіна.
У 1937—1941 роках — актор трупи Камерного театру. У 1941—1946 роках — актор Московського театру драми. У 1946—1948 роках — знов актор трупи Камерного театру. З 1948 року — актор Московського театру імені В. Маяковського.
У кіно дебютував у 1938 році. Загалом знявся у майже 20 кінофільмах.
Мешкав у Москві, де й помер. Похований на 4-й ділянці Ваганьківського кладовища.

## Фільмографія
- 1935 — «Бєжин луг» — начполіт
- 1936 — «Батько і син» — сищик — немає в титрах
- 1937 — «Ущелина Аламасів» — директор нафтової компанії
- 1938 — «Морський пост» — японський офіцер
- 1939 — «Гість» — шпигун
- 1940 — «Небеса» — товариш Орєшкіна
- 1947 — «Подвиг розвідника» — Карповський, він же Штюбінг
- 1948 — «Третій удар» — румунський генерал Теодереску
- 1949 — «Сталінградська битва» — Станеску
- 1950 — «Вогні Баку» — Фернандо Гарсія
- 1956 — «Урок історії» — іноземець
- 1957 — «Брати» — іноземець
- 1957 — «Партизанська іскра» — начальник жандармського посту
- 1964 — «Космічний сплав» — епізод
- 1972 — «За твою долю» — полковник
- 1974 — «Агонія» — Іван Логінович Горемикін
- 1975 — «Остання жертва» — князь Бартем'єв
- 1975 — «Чужі листи» — Микола Артемович